# سيباستيان ريدلي-توماس
سيباستيان ريدلي-توماس هو سياسي أمريكي، ولد في 12 أغسطس 1987 في لوس أنجلوس في الولايات المتحدة. نشط حزبياً في حزب كاليفورنيا الديمقراطي ‏. وقد انتخب عضو جمعية ولاية كاليفورنيا ‏.

## وصلات خارجية
- الموقع الرسمي